# 瑪麗安·韋斯特曼
瑪麗安·韋斯特曼（瑞典語：Marianne Westman，1928年6月7日—2017年1月15日）是一位設計師，製陶師和紡織設計師，被認為是瑞典的餐具最重要的設計師之一。瑪麗安·韋斯特曼從斯德哥爾摩的國立藝術與設計學院畢業後，立刻以設計師的身分進入皇家羅斯蘭工作。從1950年至1971年受僱期間，瑪麗安·韋斯特曼以其出色的餐具系列，確立了其「陶瓷器之母」的稱號。